# 1650 na Inglaterra
Acontecimentos e eventos do ano de 1650 na Inglaterra, segundo ano da Terceira Guerra Civil Inglesa .

## Eventos
- 1º de maio – o requerente rei Carlos II da Inglaterra assina o Tratado de Breda com os Scottish Covenanters.
- 10 de maio – A Lei da Commonwealth (Adultério) (1650) impõe a pena de morte para incesto e para adultério, que é definido como relação sexual entre uma mulher casada e um homem que não seja o marido. Ambos os parceiros estariam sujeitos à pena de morte num caso deste tipo, embora os tribunais estejam relutantes em impor a pena final. [1] Se um homem (casado ou solteiro) tiver relações sexuais com uma mulher solteira (incluindo uma viúva), isso seria fornicação, punível apenas com três meses para os primeiros infratores, aplicável a ambos os parceiros. [1] [2] Na história do adultério na lei inglesa, esta representa a única vez desde o século XII em que o adultério foi proibido pela lei secular. [3]
- 17 de maio – um quarto do Novo Exército Modelo no Cerco de Clonmel, na Irlanda, é aprisionado e morto.
- 26 de maio – Oliver Cromwell deixa a Irlanda (após o Cerco de Clonmel ), ocasionando An Horatian Ode de Andrew Marvell após o retorno de Cromwell da Irlanda.
- 23 de junho – Charles chega à Escócia (em Garmouth) onde assina o Pacto. [4]
- 13 de agosto – Coronel George Monck forma o Regimento de Pé de Monck, precursor dos Guardas Coldstream.
- 3 de setembro – Oliver Cromwell é vitorioso sobre os Scottish Covenanters na Batalha de Dunbar, abrindo a guerra anglo-escocesa (1650–1652). [4]
- 19 de Setembro - Com o Tratado de Hartford, os holandeses e ingleses estabelecem as fronteiras entre as suas colônias na América do Norte. [5]
- 29 de setembro – Henry Robinson abre seu Office of Addresses and Encounters, uma forma de bolsa de emprego, em Threadneedle Street, Londres.
- 30 de outubro – a Sociedade Religiosa de Amigos adquire o apelido de "Quakers" quando o juiz do julgamento de blasfêmia de George Fox diz que eles "tremem com a palavra do Senhor". [6]
- 14 de dezembro – Anne Greene é enforcada no Castelo de Oxford por infanticídio, tendo escondido um natimorto ilegítimamente. No dia seguinte ela revive na sala de dissecação e, sendo perdoada, vive até 1665. [7] [8]

### Sem data
- Cornelius Vermuyden conclui escavação do rio New Bedford como parte da drenagem de The Fens .
- William How publica sua flora Phytologia Britannica .
- Os puritanos derrubam o Espinho de Glastonbury original.

## Nascimentos
- 2 de fevereiro (?) – Nell Gwyn, atriz e amante real (falecida em 1687).
- 24 de março – Sir Jonathan Trelawny, 3º Baronete, bispo (falecido em 1721).
- 18 de abril – Sir Edward Dering, 3º Baronete, Membro do Parlamento (falecido em 1689).
- 20 de abril – William Bedloe, informante (falecido em 1680).
- 1 de maio (bat.) – John Radcliffe, médico (falecido em 1714).
- 26 de maio – John Churchill, 1.º Duque de Marlborough, general (falecido em 1722).
- 14 de setembro – Theophilus Oglethorpe, soldado e membro do Parlamento (falecido em 1702).
- 23 de setembro – Jeremy Collier, crítico de teatro, bispo não jurado e teólogo (falecido em 1726).
- 20 de outubro – Robert Shirley, 1.º Conde Ferrers, cortesão (falecido em 1717).
- 7 de novembro – John Robinson, diplomata (falecido em 1723).
- Novembro - Cloudesley Shovell, almirante (falecido em 1707).
- 14 de novembro – Rei Guilherme III da Inglaterra, Escócia e Irlanda (falecido em 1702).
- 1 de dezembro (batizado) – William Talman, arquiteto (falecido em 1719).
- Sem data
  - George Rooke, almirante (falecido em 1709)
  - Richard Lumley, primeiro conde de Scarbrough, estadista (falecido em 1721).
- Data aproximada
  - Solomon de Medina, empreiteiro do exército francês (falecido em 1720).
  - Charlotte Paston, condessa de Yarmouth, nascida FitzRoy, nobre, filha ilegítima de Carlos II (falecida em 1684).

## Mortes
- Fevereiro – Sir Thomas Bowyer, 1º Baronete, político (nascido em 1586)
- 9 de março – Elizabeth Savage, condessa Rivers, cortesão (nascida em 1581)
- 18 de abril – Simonds d'Ewes, antiquário e político (nascido em 1602)
- 9 de julho (enterro) – Alice Barnham, esposa de Francis Bacon (nascida em 1592)
- 25 de agosto – Richard Crashaw, poeta (nascido em 1613)
- 8 de setembro – Princesa Isabel de Inglaterra, filha de Carlos I (nascida em 1635)
- 13 de novembro – Thomas May, poeta e historiador (nascido em 1595)
- 13 de dezembro – Phineas Fletcher, poeta (nascido em 1582)
- 25 de dezembro – Thomas Cooper, ex-Usher da Escola de Gresham e Monarquista, enforcado
- Data provável - Isaac Ewer, soldado e regicídio (ano de nascimento desconhecido)